# Piramida Pepiego II

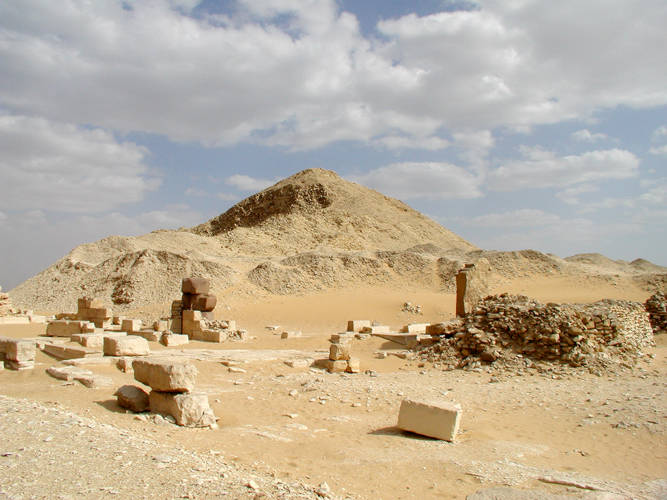
Piramida Pepiego II w Sakkarze

Piramida Pepiego II, zwana Pepi żyje stale lub Życie Pepi trwa – piramida zbudowana przez władcę starożytnego Egiptu Pepiego II z VI dynastii. Wraz z całym kompleksem grobowym znajduje się w południowej Sakkarze, około 5 km na południe od piramidy Dżesera, w pobliżu piramid jego dwóch poprzedników i niespełna 300 m od północno-zachodniego narożnika mastaby Szepseskafa.

## Nazwa Piramidy
|          |     |
| \| \| \| |     |
|          |     |
| Q3 · Q3  | M17 |

| Q3 · Q3 | M17 |

|          |     |
| \| \| \| |     |
|          |     |
| Q3 · Q3  | M17 |

| Q3 · Q3 | M17 |

| Y5 · N35 | S34 | O24 |

Men-anch-Pepi – Pepi żyje stale.

## Kompleks grobowy
Charakterystyczną cechą kompleksu Pepiego II jest wysoki stopień zachowania konstrukcji.
Do tarasu świątyni dolnej prowadziły 2 rampy. Z tarasu droga pielgrzyma prowadziła przez drzwi do świątyni dolnej, ozdobionej portykiem ze scenami przedstawiającymi: przyjęcie władcy przez bogów, pokonanie wrogów, polowanie. Ze świątyni dolnej biegła długa na 400 m rampa, będąca drogą procesyjną, zdobiona scenami przedstawiającymi władcę jako triumfatora nad wrogami, a w górnej części znajdował się spis domen królewskich. Rampa dochodziła do świątyni górnej obejmującej właściwą świątynię kultową i świątynię składania ofiar dla zmarłego. Dzięki dobrze zachowanym obiektom udało się zrekonstruować w świątyni program ikonograficzny składania ofiar dla zmarłego. Znajdujące się tam reliefy przedstawiały:
- obchodzenie święta sed przez władcę;
- zwycięstwo nad Libijczykami, którego forma przestawienia została zaczerpnięta z kompleksu Sahurego;
- w pomieszczeniu przed sanktuarium – relief przedstawiający króla z bogami i dostojnikami;
- w sali ofiar – władca i ponad stu wymienionych imiennie dostojników podczas składania ofiar.

Wymiary samej piramidy są identyczne jak wymiary piramid jego poprzedników z VI dynastii: Tetiego, Pepiego I i Merenre I. Bok podstawy ma długość 78,75 metrów, wysokość – 52,5 m (pierwotnie 78,5 m), kąt nachylenia – 53°13'. Została ona zbudowana z małych kamieni związanych zaprawą z mułu nilowego, a od zewnątrz pokryto ją okładziną z białego wapienia z Tury, której fragmenty zachowały się jeszcze na zachodniej ścianie piramidy
Wejście do niej znajduje się od strony północnej przez kaplicę wejściową. Od wejścia biegnie obniżający się korytarz o długości 16 m, przechodzący w przedsionek, za którym biegnie poziomy chodnik długi na 23 m. Za tym korytarzem znajduje się przedsionek komory grobowej, w którym są dwa wejścia: po jednej stronie – do komory grobowej, a po drugiej – do serdabu.
Piramida Pepiego II (jak i jego poprzedników) należy do tzw. "mówiących piramid". Sufit komory grobowej pokrywają złote gwiazdy na niebieskim tle, a ściany korytarzy i komór pokryte są Tekstami Piramid. Wewnątrz komory grobowej znaleziono pusty, granitowy sarkofag, noszący imiona i tytuły Pepiego II, oraz pokrywę skrzyni kanopskiej, stanowiącej pozostałość wyposażenia grobowego.
Przy południowo-wschodnim narożniku piramidy właściwej, umieszczona została mała piramidka kultowa o długości boku podstawy 15,75 m i kącie nachylenia 63°.

## Piramidy królowych
W bezpośrednim sąsiedztwie piramidy Pepiego znajdują się grobowce jego żon: od strony północnej i północno-zachodniej, piramidy Neit i Iput II, a po stronie południowo-wschodniej – Udżebten, każda z własnym kompleksem grobowym. Być może z powodu zbliżającego się końca panowania Pepiego II, jego czwarta żona Anchenespepi IV nie została pochowana we własnej piramidzie, lecz w komorze odrodzenia świątyni grobowej Iput II, podobnie jak książę Ptahszepses pochowany został w kompleksie grobowym Unisa, w sarkofagu zaadaptowanym dla niego, a pochodzącym z czasów IV dynastii.

## Znaczenie kompleksu
Piramida Pepiego II jest ostatnią znaną piramidą Starego Państwa i wybudowaną w kanonie Starego Państwa. Zawiera także bogate dekoracje, które udało się w znacznej mierze zrekonstruować. Uważa się, że kompleks grobowy, a w szczególności piramida Pepiego II, zostały ukończone nie później niż w 30 roku jego panowania i w związku z tym przez ponad 60 lat żadna ze znaczących budowli grobowych nie była budowana, co spowodowało znacząco długą przerwę w pracy kamieniarzy, murarzy i inżynierów. Brak praktyki niewątpliwie obniżył umiejętności niemających do wykonania żadnej "państwowej" pracy rzemieślników, co być może tłumaczy brak ogromnych kompleksów budowli w czasie Pierwszego Okresu Przejściowego.

## Odkrywcy i badacze
- John Perring – jako pierwszy prowadził prace badawcze na terenie kompleksu Pepiego II.
- Gaston Maspero – 1881 rok – prawdziwy odkrywca i badacz wnętrz kompleksu grobowego.
- Gustav Jequier – prowadził badania w latach 1926 – 1932.